# Queen Mary (Schiff, 1913)
HMS Queen Mary war ein Schlachtkreuzer der Royal Navy, der, trotz vieler Unterschiede, gelegentlich als 3. Einheit der Lion-Klasse angesehen wird. Sie stand von 1913 bis 1916 in Dienst.

## Allgemeines

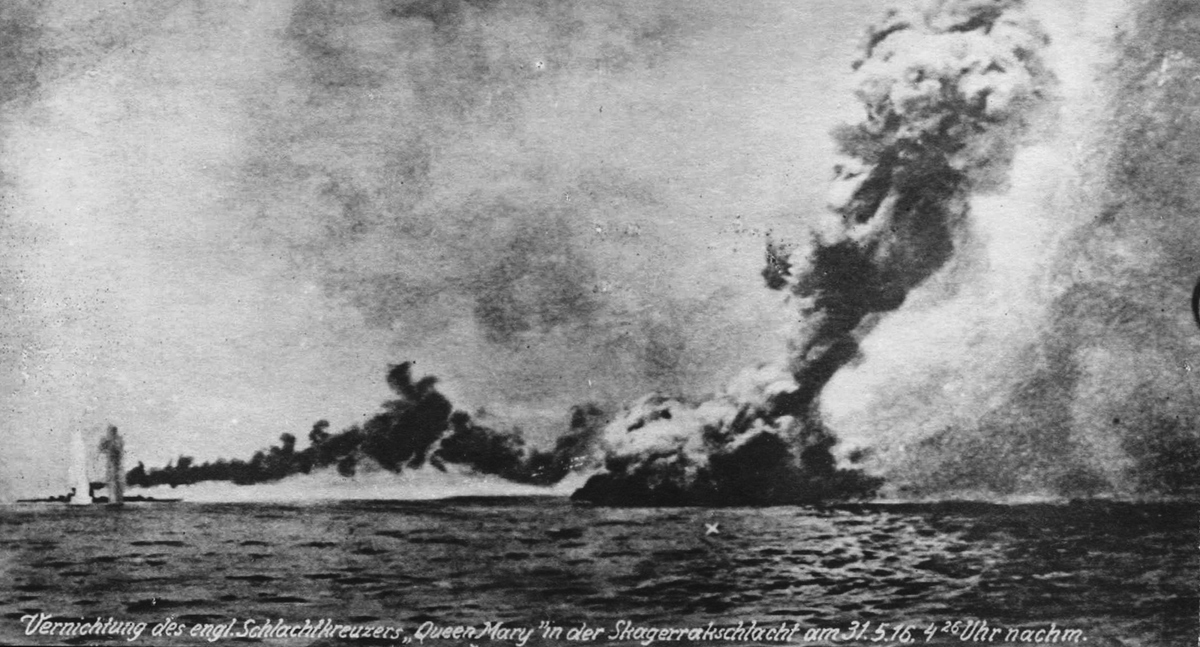
Explosion des Schlachtkreuzers Queen Mary

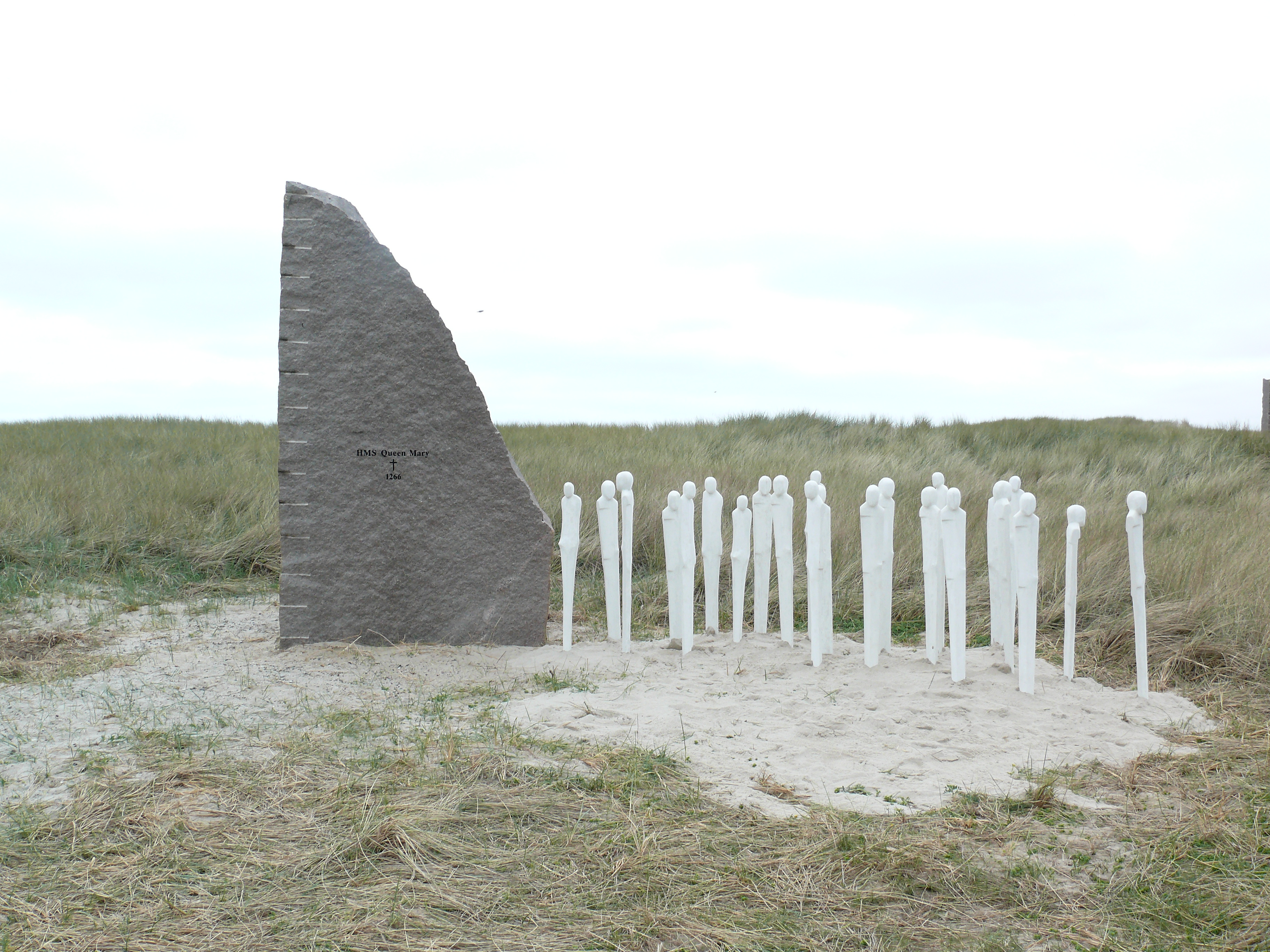
Gedenkstein für die Opfer der HMS Queen Mary der Skagerrakschlacht. Teil der Gedenkanlage in Thyborøn, Dänemark.

Die Queen Mary war, ebenso wie die Passagierschiffe Queen Mary und Queen Mary 2, nach Maria von Teck benannt.
Der Kommandant der Queen Mary während der Skagerrakschlacht war Captain Cecil I. Prowse. Dort erhielt sie am 31. Mai 1916 mehrere Treffer von den deutschen Großen Kreuzern Derfflinger und Seydlitz, worauf sie explodierte und sank. 1.269 Mann der Besatzung, einschließlich des Kommandanten Captain Prowse und des Navigationsoffiziers Harry Pennell, kamen dabei ums Leben. Zwei der nur 20 Überlebenden wurden von deutschen Schiffen aufgenommen.

„Bald kamen die britischen leichten Kreuzer in den Blick, und hinter ihnen dichte Wolken Rauch. Dann dräuten Masten und große Rümpfe über dem Horizont. Da waren sie wieder, unsere Freunde von der Doggerbank. Um 15.45 h eröffneten wir das Feuer. Nach kurzer Zeit flog die HMS Indefatigable in die Luft, 20 Minuten später gefolgt von der Queen Mary, unserem Ziel als Taktischem Schiff Nr. 3. Das Schauspiel war überwältigend, es gab einen Augenblick vollkommener Stille, dann verkündete die ruhige Stimme des Artilleriebeobachters ‚Queen Mary explodiert‘, worauf sogleich der Befehl folgte ‚auf Ziel rechts schwenken‘, gegeben vom Artillerieoffizier im gleichen arbeitsamen Ton wie bei einer normalen Zielübung.“

## Wrack
Das Wrack der Queen Mary wurde 1991 lokalisiert und seitdem gelegentlich mit Trimix betaucht. Es liegt in 60 m Tiefe auf sandigem Untergrund und erhebt sich auf eine Höhe von 44 Meter. Aufgrund der relativ hohen Wassertiefe ist es von kommerziellen Bergungsoperationen, durch welche andere Wracks der Seeschlacht teilweise stark in Mitleidenschaft gezogen wurden, weitgehend verschont geblieben. Der durch die Explosion aufgerissene und schwer beschädigte Rumpf liegt mit dem Kiel nach oben auf dem Grund und hat Aufbauten und Geschütztürme weitgehend unter sich begraben. Der vordere Teil ist etwa auf der Höhe des zweiten Geschützturms abgerissen. Zu sehen sind am Wrack unter anderem ein offenes Magazin für die 13,5-Zoll-Granaten der Hauptartillerie, ein umgedrehter Geschützturm, Dampfkessel und ein Beiboot. Die Sicht an der Wrackstelle ist üblicherweise hervorragend und bewegt sich zwischen 20 und 30 m. Die Strömung ist meist schwach.
Seit dem 31. Mai 2006, dem 90. Jahrestag der Schlacht, ist das Wrack der Queen Mary durch den britischen „Protection of Military Remains Act“ von 1986 als „Protected Place“ geschützt. Es darf von außen durch Taucher betrachtet werden, das Eindringen ins Wrack, das Sammeln von Souvenirs oder die Vornahme von Bergungsarbeiten sind jedoch verboten.